# Iugoribates cornutus
Iugoribates cornutus är en kvalsterart som beskrevs av Mínguez 1981. Iugoribates cornutus ingår i släktet Iugoribates och familjen Chamobatidae. Inga underarter finns listade i Catalogue of Life.